# Epidaure (mitologia)
Epidaure (grec antic: Ἐπίδαυρος, llatí: Epidaurus) fou el mític fundador de la ciutat d'Epidaure. Era fill d'Argos i Evadne, però, segons els eleus, el seu pare era Pèlops, i segons les llegendes d'Epidaure, el seu pare era Apol·lo.